# Matt Foley
Matt Foley era el personaje de un instructor motivacional en el programa estadounidense de sketches Saturday Night Live interpretado por Chris Farley y creado por Bob Odenkirk (a pesar de que Farley ya había interpretado a este personaje en otros grupos de comedia antes de convertirse en miembro del reparto de Saturday Night Live). Esencialmente, Foley era la antítesis de un buen instructor motivaciónal: abrasivo, torpe, y cruzado por una racha de mala suerte. La energía cómica de Farley era la fuerza del personaje y su humor. Farley nombró al personaje en honor a uno de sus compañeros del equipo universitario de rugby, quien es un sacerdote católico en Chicago y antiguo pastor de Santa Inés de Bohemia en Little Village, Chicago. Actualmente sirve como capellán militar en Irak.  El personaje fue popular, tanto que se pensó llevarlo a la pantalla grande. La muerte de Farley en 1997 lo hizo imposible y se planeaba una versión fílmica con David Spade en un papel secundario programada para los últimos meses de la vida de Farley.
Foley apareció en ocho episodios de Saturday Night Live, y el sketch solía comenzar con Foley siendo traído dentro de un específica situación por alguien para que hablara ante un grupo. Además de parecer desaliñado, con sobrepeso, y falto de estilo, el gritaba, denigraba, desplegaba cinismo, y daba un mensaje motivacional claramente negativo. La frase característica del personaje de Foley era una advertencia hacia su audiencia de que, como él, ellos también podrían terminar teniendo "...¡35 años de edad, tres veces divorciado, y viviendo en una camioneta al lado del río!" El sketch usualmente incluía a Foley haciendo gestos exageradamente salvajes y cayendo (o saltando) sobre algún mueble, destruyéndolo, o hiriéndose en el proceso. Esta prácticas comenzaron cuando, en la primera aparición de Foley, Chris Farley cayó accidentalmente sobre la mesa del café, que era parte del escenario, rompiéndola en el proceso. David Spade y Christina Applegate, quienes interpretaban a los adolescentes que supuestamente necesitaban de la ayuda de Foley, tuvieron que cubrir su propia risa. Spade, en particular, pasó la mayor parte del sketch con la mano cubriendo su boca.
Al final de cada sketch, era usualmente sacado a la fuerza del sitio de su charla, donde la gente que quedaba atrás se reunía en un abrazo de grupo y comentaban acerca de él, usualmente desconcertados y temerosos. A pesar de que sus charlas siempre salían mal, el resultado final sería usualmente exitoso, en que los receptores de la charla no querían volver a asociarse con Foley.
Farley representó al personaje de Matt Foley en el banquete de la versión de 1994 del Rose Bowl, entregando una cómica "charla motivacional" al equipo de los Wisconsin Badgers, quienes estaban ahí para enfrentarse contra UCLA Bruins ese año. (Farley era nativo de Madison, Wisconsin.) Su charla aparentemente funcionó: Wisconsin derrotó a UCLA 21-16.

## Lista de episodios de SNL presentando al personaje de Matt Foley
- 8 de mayo de 1993 anfitrión: Christina Applegate
- 30 de octubre de 1993 anfitrión: Christian Slater
- 11 de diciembre de 1993 anfitrión: Sally Field
- 19 de febrero de 1994 anfitrión: Martin Lawrence
- 14 de mayo de 1994 anfitrión: Heather Locklear
- 17 de diciembre de 1994 anfitrión: George Foreman
- 15 de abril de 1995 anfitrión: Courteney Cox
- 25 de octubre de 1997 anfitrión: Chris Farley

## Frases célebres
- Padre de familia (antes de que Matt entre): Su nombre es Matt Foley. Ahora bien, él ha estado abajo en el sótano bebiendo café durante las últimas 4 horas.
- Matt Foley (frase repetida): ¡Yo vivo en un camioneta junto al río!
- Matt Foley: En vivo desde Nueva York, ¡es Saturday Night! (Traducción: Live from New York, it's Saturday Night!)
- Matt Foley: ¿No lo sé? ¡Vaya, con eso y un quinto puedes comprar una caliente y agradable taza de NADA!
- Matt Foley: Papá, me gustaría que tan solo pudieras cerrar tu enorme BOCAZA!
- Matt Foley: Ya tendrás bastante tiempo para vivir en una camioneta junto al río cuando (pausa para pensar) estés viviendo en una CAMIONETA junto al RÍO!
- Matt Foley:(mientras bate los brazos furiosamente) Ahora bien es probable que ustedes chicos se estén preguntando a sí mismos 'Oye Matt, ¿Cómo podemos volver a tomar el camino correcto!?'
- Matt Foley: ¡Una vez, había un muchacho al que le gustaba arrojar cosas. Él empezó arrojando huevos. Luego, arrojó la toalla durante la gran pelea. Luego, se arrojó encima un trago de whiskey. Luego arrojó el almuerzo. Luego lo arrojaron de la casa, y entonces él se mudó a vivir en una camioneta junto al río!
- Matt Foley: ¡Mirenme, estoy lanzando huevos! ¡Soy el Eggman! Goo goo g'joob!
- (David Spade): Matt, solamente nos estabamos diviertiendo. 
Matt Foley: Así que se estaban divirtiendo. ¿Y ¿Cómo piensas que se sentía el huevo? ¡Hey, vamos a descubrirlo! Yo seré tú, y tú serás el huevo. ¿Heh, como te suena eso? (levanta a Hijo #1) ¡Hey, miren esto! ¡Voy a arrojar algunos huevos por ahí! ¡Miren como voy! (Cae de espaldas sobre la mesa)
- Personaje de Jay Mohr: Señor Foley, ¿Dónde estudió usted Español, en Taco Bell?
Matt Foley: Muy cómico. Dios freakin' mío!
- Matt Foley: (a el Padre de familia venezolano) Papá, amablemente cierra tu maldita flanera!
- Matt Foley: "¡Ya estarás enrollando muchos pitos cuando estés viviendo en una camioneta junto al río!"